# Огородников, Михаил Семёнович
Михаи́л Семёнович Огоро́дников (8 ноября 1919, Сырдяны, Узинская волость, Малмыжский уезд, Вятская губерния, Российская империя ― 23 мая 1993, Казань, Россия) — советский деятель промышленности. Директор Марийского машиностроительного завода / Производственного объединения «Марийский машиностроитель» (1966―1975). Лауреат Государственной премии СССР (1971).

## Биография
Родился 8 ноября 1919 года в деревне Сырдяны ныне Увинского района Удмуртии в крестьянской семье.
С 1937 года трудился чертёжником, техником сначала на военных заводах Ижевска, затем был инженером ОКБ ― опытно-конструкторского бюро, начальником цеха и производства, главным инженером и директором завода № 294 в Казани. В 1946 году окончил вечернее отделение Казанского авиационного института. В 1962―1966 годах ― главный инженер завода № 708 Минрадиопрома СССР (Казань).
В июне 1966 года приехал в Йошкар-Олу: директор Марийского машиностроительного завода, с 1969 года ― генеральный директор Производственного объединения «Марийский машиностроитель». Как руководитель отличался научным планированием и тщательным подбором кадров.
В 1967―1975 годах был депутатом Верховного Совета Марийской АССР 2-х созывов.
В феврале 1975 года вернулся в Казань, где до 1990 года проработал главным инженером НИИ вычислительной техники.
За вклад в развитие промышленности дважды награждён орденом Трудового Красного Знамени. В 1978 году стал лауреатом Государственной премии СССР).

## Известные адреса
- Казань, улица Королёва, 57[6].

## Награды
- Государственная премия СССР (1971)[2]
- Орден Трудового Красного Знамени (1957, 1971)[2]
- Юбилейная медаль «За доблестный труд. В ознаменование 100-летия со дня рождения Владимира Ильича Ленина»